# Alma (filho de Alma)
Alma, filho de Alma, ou Alma, o filho (100 a.C. - 73 a.C.) é um personagem do Livro de Mórmon, um profeta nefita.
Os termos Alma, o filho e Alma, o pai não são encontrados no Livro de Mórmon, mas são usados por estudiosos do livro para distinguir o pai do filho, uma vez que ambos são personagens proeminentes.
De acordo com o Livro de Mórmon, Alma, o filho, viveu em Zaraenla durante o fim do reinado do rei Mosias, e foi um grande perseguidor da Igreja.
Quando jovem, Alma e os quatro filhos de Mosias (Amon, Aarão, Ômner e Hímni) combateram veementemente a Igreja, usando a influência que tinham como filhos de líderes do povo e da Igreja para desviar seus membros.
Narra-se que seu pai orava constantemente pelo seu arrependimento. Em resposta a estas orações, Deus mandou um anjo para advertir Alma, o filho e seus companheiros a se arrependerem, ou seriam destruídos. Ainda segundo o livro, Alma ficou tão impressionado com a advertência do mensageiro celestial que sofreu de paralisia completa de seus membros e corpo por dois dias e duas noites.
Convertidos, os filhos de Mosias recusaram o trono e viajaram para terra dos lamanitas para pregar-lhes o Evangelho enquanto Alma permaneceu na terra de Zaraenla e foi eleito primeiro Juiz Supremo pelo povo nefita, sucedendo a Helamã, com o fim da monarquia. Tornou-se também o sumo-sacerdote da Igreja, sucedendo ao pai e ficando responsável do cuidado das placas com os registros dos profetas nefitas.
Anos depois, com o enfraquecimento da Igreja entre os nefitas, Alma renunciou ao cargo de Juiz Supremo e iniciou uma jornada por diversas cidades para pregar aos nefitas. Começou em Zaraenla, depois em Gideão e Meleque. Sua última parada entre os nefitas foi em Amonia, cidade em que foi recebido de forma muito hostil.
Os amonitas já haviam pertencido a Igreja e apostataram, por isso, segundo o texto do Livro de Mórmon estavam sob influência e domínio de Satanás. Alma Foi expulso de Amonia, triste pela iniquidade do povo, se dirigira para a cidade chamada Aarão, em seu caminho recebeu uma visita de um anjo do Senhor, o anjo disse a Alma que voltasse á Amonia e pregasse arrependimento para o povo, Alma então retornou sua jornada, dessa vez para Amonia novamente, e ao chegar por outra entrada da cidade, pediu alimento a um cidadão de Amonia, seu nome era Amuleque, um nefita de nascimento, que também havia recebido a visita de um anjo dizendo que um profeta do Senhor (Alma) apareceria e ele deveria levá-lo até sua casa e alimentá-lo, após ter Amuleque feito isso, Alma abençoou a família de Amuleque e ambos saíram juntos dias depois para pregar arrependimento ao povo incrédulo da cidade. 
Enquanto pregavam, Alma e Amuleque se depararam com um advogado chamado Zeezrom que se opôs a dupla de forma muito ousada, usando de artifícios para confundi-los e fazê-los cair em contradição, no que foi frustrado.
Durante anos, sob a liderança de Alma, a Igreja nefita prosperou, sem que nada atrapalhasse seu progresso, até o aparecimento de um nefita chamado Corior, descrito no Livro de Mórmon como um anti-cristo porque negava o advendo de Jesus Cristo, pregando que a lei de Moisés era o suficiente para a salvação do povo. Alma o amaldiçoou e Corior ficou mudo, confessando posterior, por escrito, seus pecados e crimes. Acabou morrendo pisoteado por uma multidão enquanto pedia esmola.
Alma organizou uma missão entre um grupo de dissidentes nefitas conhecidos como zoramitas, obtendo grande sucesso com os mais humildes, que eram negligenciados pelos seus conterrâneos em seus cultos e sinagogas.
No fim de sua vida, Alma instruiu seus filhos Helamã, Siblon e Coriânton individualmente, e os abençoou. Designou a Helamã a guarda dos registros e desapareceu, no décimo nono ano do governo dos Juízes sobre os nefitas, indo para a cidade de Meleque e nunca mais foi visto.
O Livro de Mórmon diz que Mórmon e Helamã crêem que, assim como Moisés, Alma foi sepultado pela mão do Senhor.
Alma é um dos personagens com a mais detalhada descrição, sendo creditada a ele a autoria da maior parte do maior livro do Livro de Mórmon, o Livro de Alma.